# التكنولوجيا الحيوية الزراعية

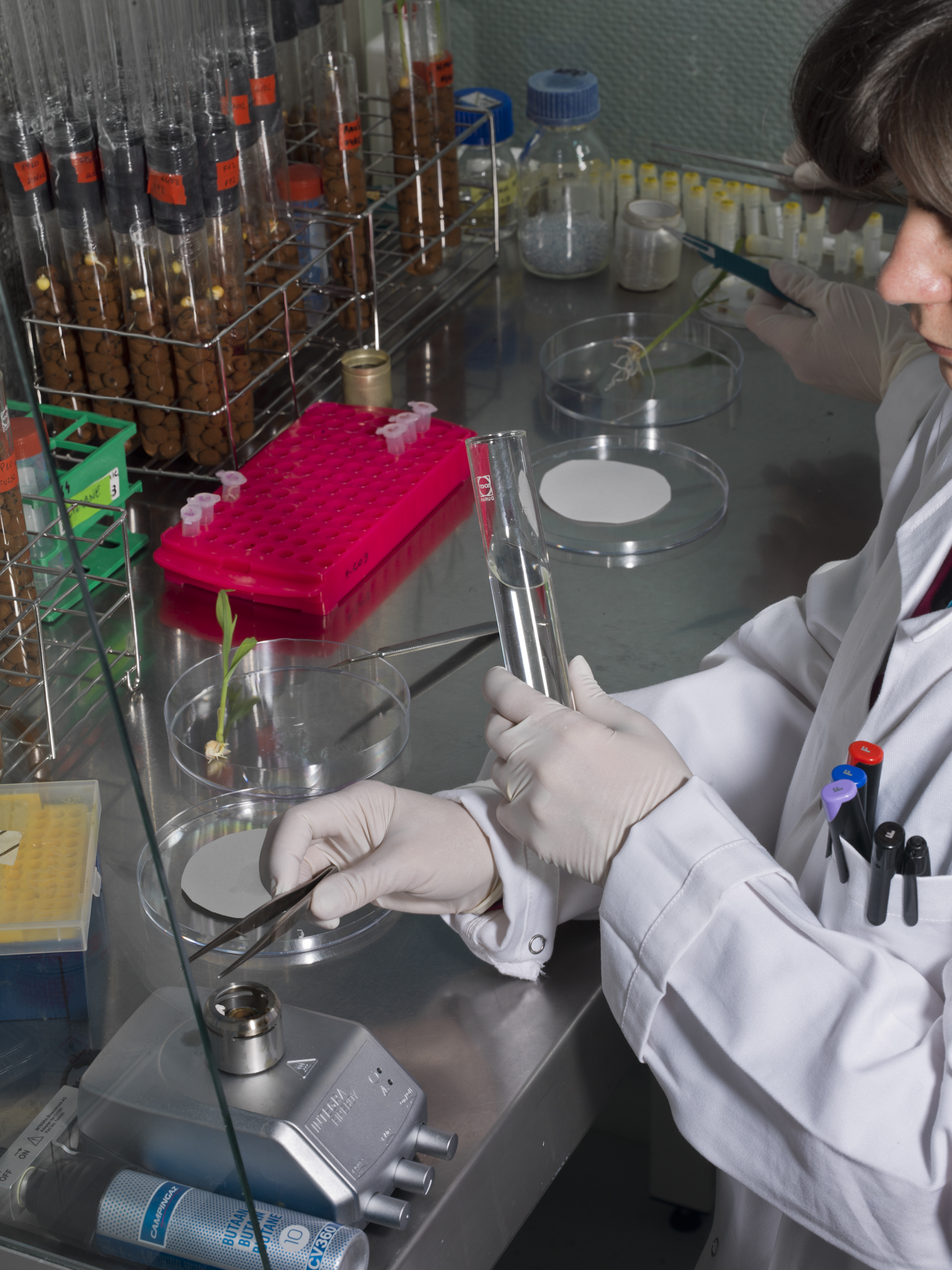
التلقيح النباتات مع بكتيريا مثبتة للنيتروجين ونقلها إلى أنابيب معقمة

التكنولوجيا الحيوية الزراعية ، والمعروفة أيضا باسم أغريتك هي مجال من مجالات العلوم الزراعية التي تنطوي على استخدام الأدوات والتقنيات العلمية، بما في ذلك الهندسة الوراثية والمؤشرات الجزيئية والتشخيص الجزيئي واللقاحات، وزراعة الأنسجة لتعديل الكائنات الحية مثل النباتات والحيوانات والكائنات الدقيقة. كما تعد التكنولوجيا الحيوية للمحاصيل أحد جوانب التكنولوجيا الحيوية الزراعية التي تطورت بشكل كبير في الآونة الأخيرة. حيث أصبح بالمقدور تصدير السمات المرغوبة من نوع معين من المحاصيل إلى نوع مختلف تمامًا. وتمتلك محاصيل الجينات المحولة خصائص مرغوب فيها من حيث النكهة، لون الزهور، معدل النمو، حجم المنتجات المحصودة ومقاومة الأمراض والآفات.

## نبذة تاريخية
تلاعب المزارعون بالنباتات والحيوانات من خلال التربية الانتقائية لعشرات الآلاف من السنين من أجل خلق صفات جديدة، وإبان القرن العشرين، أدت الطفرة التكنولوجية إلى زيادة في التكنولوجيا الحيوية الزراعية من خلال اختيار السمات المرغوبة مثل زيادة المحصول ومقاومة الآفات ومقاومة الجفاف ومقاومة مبيدات الأعشاب. وقد تم بيع أول منتج غذائي من خلال التكنولوجيا الحيوية في عام 1990، وبحلول عام 2003، كان سبعة ملايين مزارع يستخدمون محاصيل التكنولوجيا الحيوية، أكثر من ٪85 من هؤلاء المزارعين كانوا ينحدرون من البلدان النامية.

## تقنيات تعديل المحاصيل

### التهجين التقليدي
استخدم التهجين التقليدي لعدة قرون بغية تحسين جودة وكمية المحاصيل. حيث أن تهجين نوعين متوافقين جنسيا يؤدي لإنشاء مجموعة متنوعة جديدة مع السمات المرغوب فيها. على سبيل المثال، التفاحة الحمراء تعرض ملمسا ونكهة عسلية محددة بسبب عملية تهجين النوعين. في الممارسات التقليدية، يتم وضع حبوب اللقاح لنبات واحد على الجزء الأنثوي للآخر، مما يؤدي إلى وجود نوع هجين يحتوي على معلومات وراثية من النبتة الأم. يختار مربو النباتات النباتات ذات السمات التي يتطلعون للحصول عليها، ويستمرون في تكاثرها. بالرغم من أن الملاحظ أنه لا يمكن استخدام التهجين إلا بين نفس النوع أو الأنواع ذات صلة وثيقة وراثيا.

### الطفرات
يمكن أن تحدث الطفرات بشكل عشوائي في الحمض النووي لأي كائن حي. ومن أجل خلق التنوع داخل المحاصيل، يمكن للعلماء إحداث طفرات عشوائية داخل النباتات. تستخدم الطفرات النشاط الإشعاعي للحث على طفرات عشوائية أملا في الحصول على الصفة المرغوبة. يمكن للعلماء استخدام مواد كيميائية للحصول على طفرات مثل إيثيل ميثان سلفونيت أو النشاط الإشعاعي لخلق طفرات عشوائية داخل الحمض النووي. تستخدم الحدائق الكيميائية لتحويل المحاصيل. وتقع النواة المشعة في وسط حديقة دائرية مرفوعة عن سطح الأرض لتشع على المحاصيل المحيطة، مما يولد طفرات داخل الدائرة. كان التطفير من خلال الإشعاع هو العملية المستخدمة لإنتاج الجريب فروت الأحمر.

#### تعدد الصيغ الصبغية
يمكن أن يؤدي تعدد الصيغ الصبغية لتعديل عدد الكروموسومات في المحصول من أجل التأثير على خصوبته أو حجمه. عادة، تتوفر الكائنات الحية على مجموعتين من الكروموسومات والمعروفة أيضا باسم ثنائي الصبغيات. ومع ذلك، سواء بشكل طبيعي أو من خلال استخدام المواد الكيميائية، يمكن أن يتغير هذا العدد من الكروموسومات، مما يؤدي إلى تغير الخصوبة أو تعديل الحجم داخل المحصول. مثلا وبهذه الطريقة يتم إنشاء البطيخ بدون بذور.

#### الانصهار الجسمي للبروتوبلاست
يعد الانصهار الجسمي للبروتوبلاست هو اندماج الخلايا أو مكونات الخلية لنقل الصفات بين الأنواع. على سبيل المثال، يتم نقل صفة العقم الذكوري من الفجل إلى الكرنب الأحمر بواسطة الانصهار الجسمي للبروتوبلاست. حيث يساعد عقم الذكور مربي النباتات في إنتاج محاصيل هجينة.

#### تداخل الحمض النووي الريبوزي
تداخل الحمض النووي الريبوزي هو العملية التي يتم فيها تشغيل أو إيقاف تشغيل خلية الحمض النووي الريبوزي من آلية البروتين من أجل تثبيط الجينات. تعمل هذه الطريقة في التعديل الوراثي عن طريق التدخل في الحمض النووي الريبي المرسل من أجل إيقاف تحليل البروتينات، مما يسمح بإضعاف الجين بشكل فعال.

#### كائنات معدلة وراثيا
ينطوي التعديل الوراثي على إدخال جزء من الحمض النووي إلى الحمض النووي لكائن حي آخر من أجل الحصول على (جينات) جديد في الكائن الحي الأصلي. إن إضافة هذه الجينات إلى المادة الوراثية للكائن الحي تخلق تنوعًا جديدًا بالسمات المرغوبة. ويجب تحضير الحمض النووي وتعبئته في أنبوب اختبار ثم إدخاله في الكائن الحي الجديد. يمكن إدراج معلومات وراثية جديدة مع علم الأحياء. من الأمثلة على علم الجينات المعدلة وراثيا فاكهة البابايا والتي تم تعديلها مع جينات تمنحها مقاومة ضد فيروس ppaya ringspot.

#### تحرير جيني
تحرير الجينوم هو استخدام نظام الإنزيم لتعديل الحمض النووي مباشرة داخل الخلية. تم استخدام تحرير الجينوم لتطوير نبتة الكانولا لمقاومة مبيدات الأعشاب بغية مساعدة المزارعين على السيطرة على الأعشاب الضارة.

### تحسين المحتوى الغذائي
تم استخدام التكنولوجيا الحيوية الزراعية لتحسين المحتوى الغذائي لمجموعة متنوعة من المحاصيل في محاولة لتلبية احتياجات زيادة عدد السكان. حيث يمكن للهندسة الوراثية أن تنتج محاصيل ذات تركيز أعلى من الفيتامينات. على سبيل المثال، يحتوي الأرز الذهبي على ثلاثة جينات تسمح للنباتات بإنتاج مركبات يتم تحويلها إلى فيتامين ألف في جسم الإنسان. وقد تم تصميم هذا الأرز المحسّن غذائياً لمحاربة السبب الرئيسي للعمى في العالم والمتمثل في نقص فيتامين أ. وبالمثل، عمل مشروع بنانا 21 على تحسين التغذية بالموز لمكافحة نقص المغذيات الدقيقة في أوغندا. من خلال التعديل الوراثي للموز كي يحتوي على فيتامين أ والحديد، وقد ساعد مشروع بنانا 21 على إيجاد حل لنقص المغذيات الدقيقة من خلال حاوية تشكل الغذاء الأساسي والمصدر الرئيسي للنشا في أفريقيا. بالإضافة إلى ذلك، يمكن هندسة المحاصيل للحد من السمية أو أو إنتاج أنواع مختلفة من المواد المسببة للحساسية.